# Sára Nándor
Sára Nándor (Brassó, 1910. május 9. – Budapest, 1986. május 7.) hegedűművész.

## Életpályája
Zenei tanulmányait Brassóban kezdte el, majd a budapesti Zeneművészeti Főiskola hallgatójaként Zathureczky Ede tanítványaként fejezte be. 1941–1944 között a Kolozsvári Nemzeti Színház magyar operatársulatának tagja volt. 1945–1978 között a Magyar Rádió Szimfonikus Zenekarának volt a tagja.
Vendégszerepelt a zenekarral Európa csaknem valamennyi országában és az USA-ban.